# 麗德國際商業
麗德國際商業有限公司 （港交所除牌時0253.HK） ，前身為麗德證券有限公司，當時是外國企業，1973年曾在香港交易所主板上市，在1988年被恆基地產主席李兆基女婿鄭啟文收購，1990年由順豪資源取代上市。
當時主要經營房地產及股票投資。

## 網站
- 順豪資源 WEBB-SITE.COM
- 收 購 及 合 併 委 員 會 與 鄭 啟 文 證監會（页面存档备份，存于）